# Camelidae
Los camélidos (Camelidae) son una familia de mamíferos artiodáctilos del suborden tilópodos formada por tres géneros actuales y ocho extintos. El género Camelus —camello bactriano, camello salvaje y camello dromedario— habita en las llanuras áridas asiáticas y africanas; y los géneros Vicugna —vicuña y alpaca— y Lama —guanaco y llama— en Sudamérica desde las alturas andinas hasta Tierra del Fuego y el Chaco.

## Características

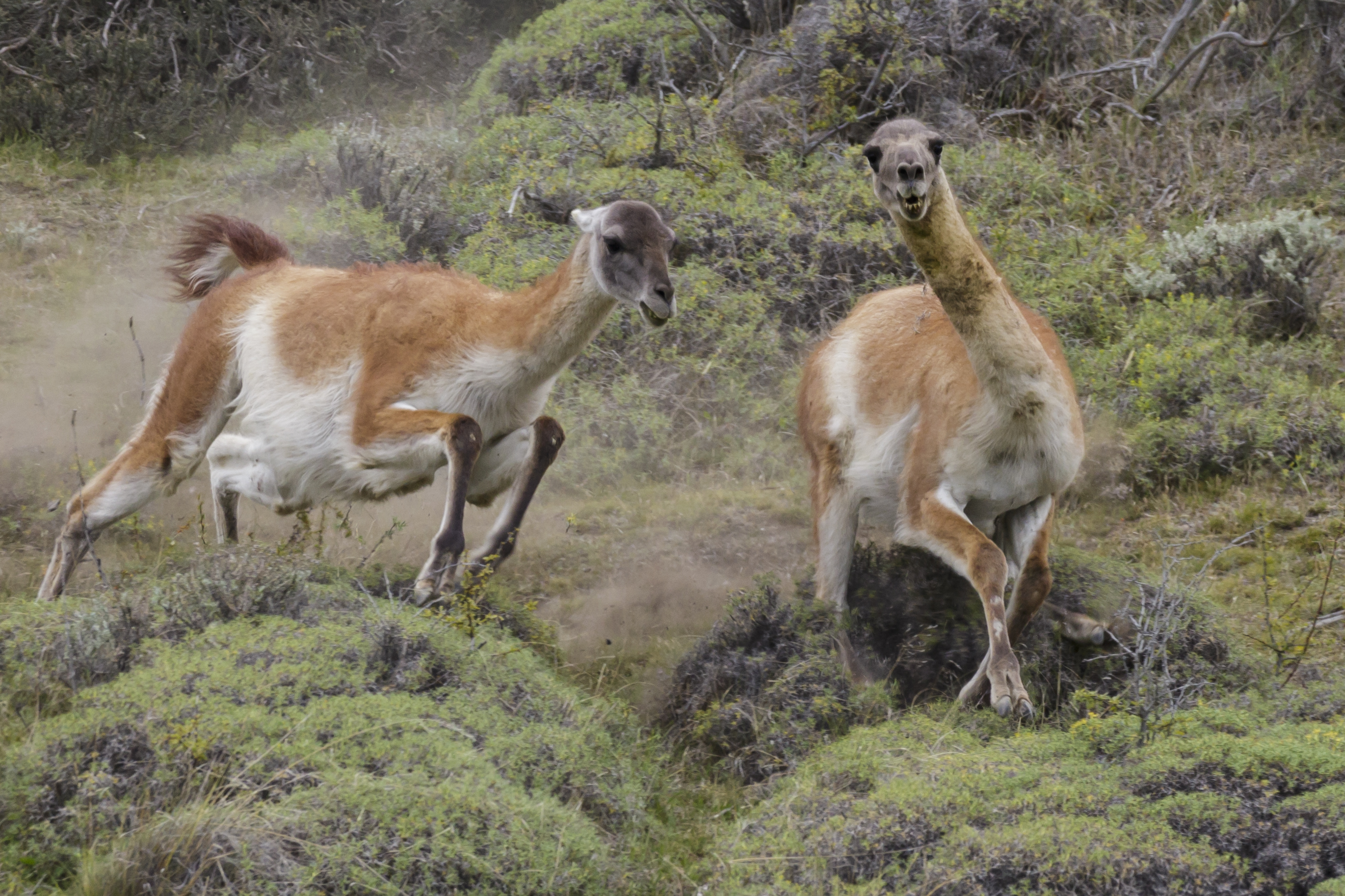
Un par de guanacos en el parque nacional Torres del Paine.

Los camélidos son estrictamente herbívoros, con largos y delgados cuellos y piernas prolongadas. Se diferencian de los rumiantes porque su dentición muestra rastros de incisivos centrales vestigiales en el maxilar superior, y la presencia de dientes caninos verdaderos, separados de los premolares por un espacio llamado diastema, tanto en el maxilar como en la mandíbula. La musculatura difiere de otros ungulados puesto que las piernas se sujetan al cuerpo solo en la parte superior del muslo, en lugar de estar conectado desde la rodilla hacia arriba por piel y músculo.[cita requerida]
Otra diferencia con este antiguo clado de mamíferos placentarios es que sus estómagos poseen tres cámaras en vez de cuatro; su labio superior está dividido en dos partes, cada una móvil por separado. Como rasgo distintivo y único en los demás mamíferos, tienen los glóbulos rojos elípticos.[cita requerida]
Además, los camellos, dromedarios, alpacas y llamas tienen ovulación inducida, es decir, que la hembra genera un gameto, durante o justo antes del apareamiento debido a un estímulo externo, contrario a la ovulación cíclica regular.[cita requerida]
Los camélidos no tienen pezuñas; a cambio tienen dos dedos con uñas en cada pie y almohadillas plantares, únicos tilópodos (del griego «pies con almohadillas») actuales entre los mamíferos artiodáctilos. La mayor parte de su peso recae en estas almohadillas resistentes y fibrosas. Los camélidos andinos, tienen la capacidad de utilizarlas para ganar más agarre en los terrenos rocoso.
Todos los camélidos caminan de una manera particular debido a su sistema de locomoción; en marcha, las dos extremidades del mismo lado se mueven simultáneamente, diferente de los caballos por ejemplo que tienen un galope intercalado.

## Taxonomía
La sistemática actual incluye a todos los representantes actuales en la subfamilia Camelinae, que está subdividida en tribus:
| Tribu    | Género  | Especie                                | Imagen | Distribución                                      | Peso                   |
| -------- | ------- | -------------------------------------- | ------ | ------------------------------------------------- | ---------------------- |
| Camelini | Camelus | Camelus dromedarius (dromedario)       |        | Sur y Este de Asia, Norte de África (domesticado) | de 300 a 1000 kg       |
| Camelini | Camelus | Camelus bactrianus (camello bactriano) |        | Asia Central (domesticado)                        | de 300 a 600 kg        |
| Camelini | Camelus | Camelus ferus (camello salvaje)        |        | Asia Central (salvaje)                            | de 300 a 600 kg        |
| Lamini   | Lama    | Lama glama (llama)                     |        | Suramérica (domesticada del guanaco)              | de 130 a 200 kg        |
| Lamini   | Lama    | Lama guanicoe (guanaco)                |        | Suramérica (mayoritariamente salvaje)             | 90 kg aproximadamente. |
| Lamini   | Vicugna | Vicugna pacos (alpaca)                 |        | Suramérica (domesticada de la vicuña)             | de 48 a 84 kg          |
| Lamini   | Vicugna | Vicugna vicugna (vicuña)               |        | Suramérica (mayoritariamente salvaje)             | de 35 a 65 kg          |
| 1.       |         |                                        |        |                                                   |                        |

## Historia y evolución de los camélidos

### Historia evolutiva
Los camélidos sudamericanos están emparentados con los camellos que habitan en África y Asia. La diferencia morfológica fundamental es que estos tienen joroba y son de mayor tamaño.
Los camellos actuales son el resultado de un largo y complejo proceso evolutivo que tuvo su origen en América del Norte en el Eoceno Tardío hace unos 40 millones de años. En esa época aparecieron unos pequeños mamíferos a los que se les llamó Protylopus petersoni, parecidos a pequeños guanacos de solo 80 centímetros de altura. A partir de este grupo, se originaron distintas especies que, en su evolución a lo largo de millones de años, fueron adaptándose a diferentes condiciones ambientales y aumentando gradualmente de tamaño.
Los hallazgos de restos fósiles muestran que hace aproximadamente 20 millones de años, los camélidos dominaban las zonas planas de América del Norte. Un estudio detallado de estos restos permitió clasificarlos en cuatro grupos con características propias (Titanotylopus, Paracamelus, Megatylopus y Hemiauchenia).
De estos cuatro grupos de camélidos solo Paracamelus y Hemiauchenia dieron origen a todas las especies actuales.
Los tylopodos poseían 4 dedos en sus patas, pero en algún momento durante el Oligoceno y el Mioceno perdieron los dedos laterales, los primeros tipos de camélidos probablemente no tenían joroba y se parecían a las llamas. Durante el Oligoceno algunos camélidos desarrollaron cuellos largos que les permitió ver sobre los árboles y arbustos.

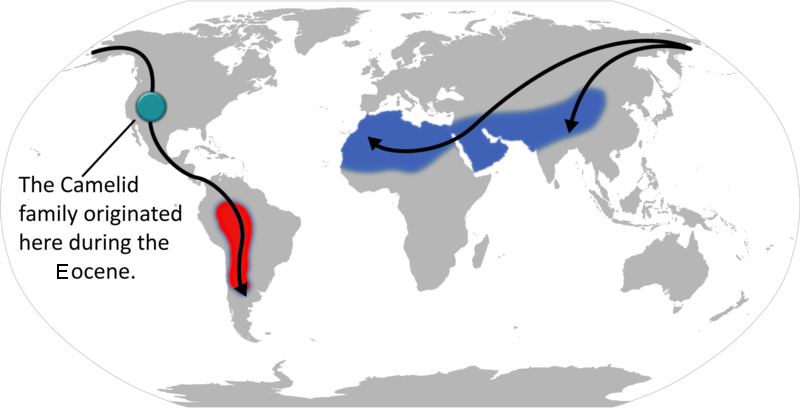
Origen de los camélidos en Norteamérica y su ulterior dispersión.

Debido al enfriamiento de la tierra durante el Mioceno y el Plioceno, las sabanas se incrementaron y los camélidos sufrieron procesos selectivos que dieron lugar a adaptaciones a las nuevas condiciones, como el alargamiento de sus patas, la aparición de coronas en sus dientes, necesarias para masticar los pastos. Muchos camélidos se extinguieron por estos eventos, como el Oxydactylus(un camello con un cuello como una jirafa), Stenomylus (parecido a una gacela muy pequeña) o Alticamelus (media más de 5 metros de altura, y fue el primero de los camélidos gigantes).
A partir del plioceno y el pleistoceno la temperatura empezó a ser más variada en todo el globo terrestre y se unieron Norteamérica y Sudamérica, con el cierre del Istmo de Panamá, así como Norteamérica con Eurasia a través del cierre del Estrecho de Bering.
Consecuencia de estos cambios fue la llegada de nuevos depredadores a Norteamérica y, por otro lado, el hecho de que los camélidos que habían emigrado se encontraran con depredadores nativos de dichos lugares, a los que estaban pobremente adaptados, y cuyo mejor mecanismo de defensa fue la huida hacia entornos desérticos (África y a las zonas montañosas de Sudamérica).
Los Paracamelus que vivieron durante el Mioceno tenían algunas especies gigantes como la de los géneros Gigantocamelus y Alticamelus que podían superar los cuatro metros de altura (más grandes que los actuales elefantes). Algunos Paracamelus migraron hace aproximadamente 3 millones de años (comienzo del Pleistoceno) a través del estrecho de Bering, desde América del Norte a Eurasia, y se extendieron por toda Europa, el norte de África y China. El registro fósil en España muestra que los paracamélidos andaban en rebaños muy parecidos a los de los camellos adultos.

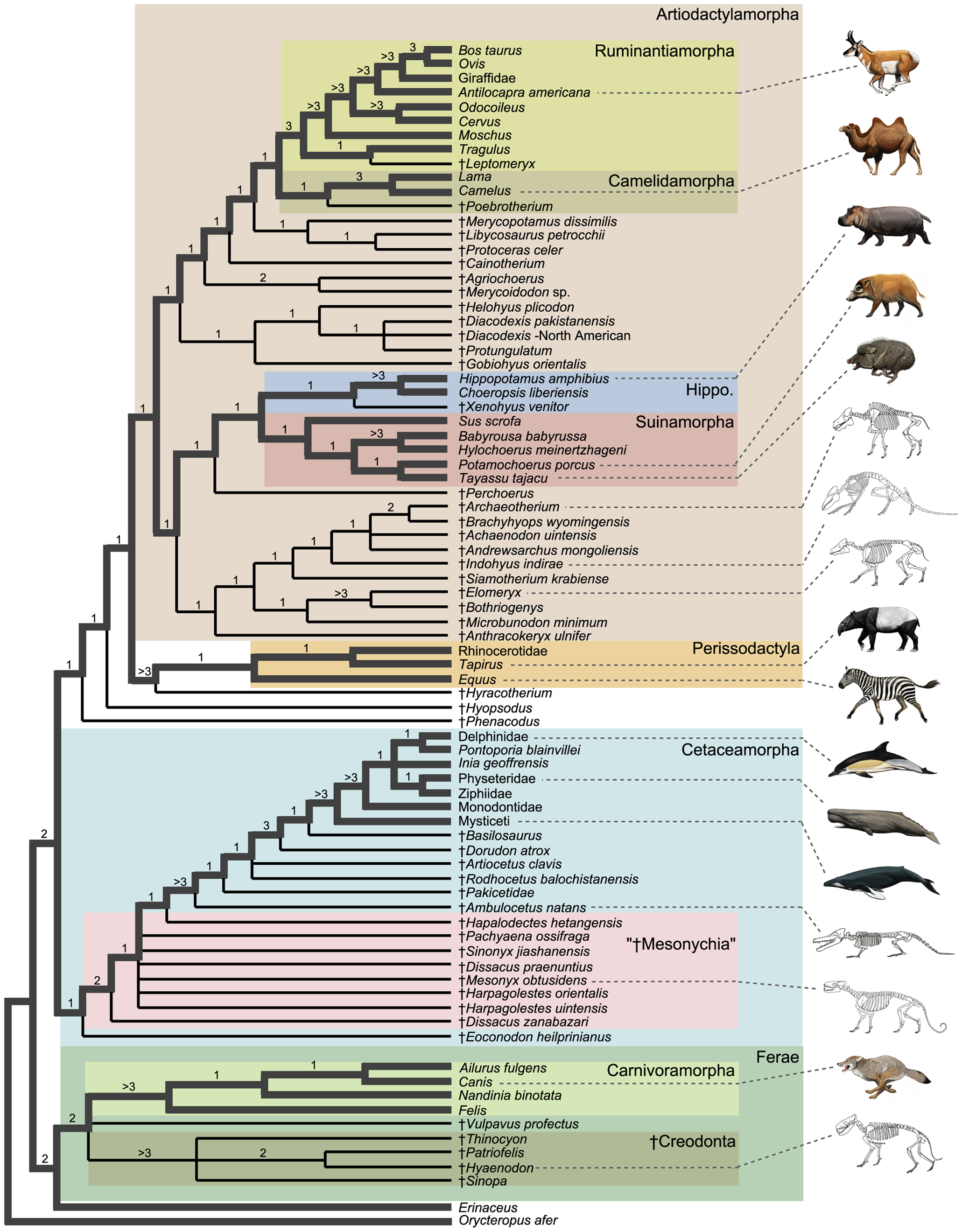
Cladograma mostrando la posición de Camelidamorpha.

El único fósil de la especie Paracamelus aguirrei se encontró en España, esta especie llegó a la península ibérica desde Norteamérica o del norte de África, la llegada de esta especie durante el Mioceno superior coincide con el evento de mayor dispersión y entrada de taxones a la península ibérica, conocido como el turolian superior. También se han encontrado fósiles de paracamelus en áreas cercanas (Alicante, Murcia) datados en 6.1 millones de años contradictorio a la fecha que se estima para la llegada de los camélidos a Europa hace 3 millones de años.
Es a partir de los Paracamelidos, que evolucionan los camellos jorobados: el camello y el dromedario actual, que pertenecen al género Camelus.
Por otro lado, los Hemiauchenios se originaron de los pliauchenia que aparecieron entre 9 y 11 millones de años atrás en las praderas de América del norte. Dando origen al género hemiauchenia hace 10 millones de años. Algunas especies de este género migraron hacia el sur, hace aproximadamente 3 millones de años, durante la transición del Plioceno al Pleistoceno, (casi en la misma época en que los antecesores de la tribu camelini emigraron a Asia por el estrecho de Bering), pasando por el istmo centroamericano, invadiendo las planicies y pampas de Sudamérica.
Aunque un estudio publicado en el 2007 por la universidad de Jiao tong en Shanghái basado en la filogenética mitocondrial sugiere que la divergencia de las dos tribus pueden ocurrir en el Mioceno temprano, es mucho antes de lo que se deduce del registro fósil (11 millones de años). Además al reconstruir la historia evolutiva de los camélidos sobre la base de secuencias cytb (reloj molecular de genomas mitocondriales) sugirió que la división de camello bactriano y el dromedario puede haber ocurrido en América del Norte antes de que la tribu Camelini emigrara de América del Norte a Asia.
Ya en Sudamérica la separación entre los géneros llama y vicuña ocurrió hace dos millones de años aproximadamente.
Hace unos 10 a 12 mil años atrás, en la época helada del Pleistoceno, se extinguieron todos los camélidos que había en América del Norte. En América del Sur desaparecen los Hemiauchenia y los Paleolama, y quedan solamente los guanacos del género Lama y la vicuña del género Vicugna.

### Historia natural de los camélidos sudamericanos.

#### El contacto humano.
Fiedel ha estimado que el ingreso del ser humano a América corresponde a hace unos 10 000 años. Sin embargo, su datación presenta incongruencias con registros fósiles encontrados en Sudamérica con fechas anteriores. El tiempo requerido para la completa población del continente parece indicar que la fecha más aproximada sería hace unos 30 000 años. La entrada del ser humano a Sudamérica puede ser fechada, entonces, hace unos 15 000 años.
El constante aumento de sociedades nómadas costeras, ocasionó probablemente el ingreso hacia el interior del continente, produciendo la implementación de técnicas agrícolas que permitieran el abastecimiento de la cada vez más numerosa población humana; así la domesticación de plantas y animales permitió el sedentarismo jerarquizado de civilizaciones tribales, que con el discurrir del tiempo ganarían complejidad y dominarían todo el continente.
El ingreso hacia el interior posicionó a estos pueblos en complejos montañosos que ofrecían una diversidad climática que fomentaría la agricultura. Las punas y las estepas fueron tierras fértiles que promovieron la siembra de la papa y el maíz y, colateralmente, la domesticación de los Camelidae andinos, para cubrir las necesidades de vestimenta, carne y grasa animal.
La Vicugna vicugna y la Lama guanicoe constituyeron un elemento muy preciado en la conformación de la naciente civilización. Su lana fina era muy cálida y su carne y leche complementó el aporte de proteínas de la dieta agrícola.
Producto de esta domesticación, las especies fueron modificadas con el discurrir del tiempo genéticamente por selección humana. Al igual que el maíz, que no es un fruto natural, los camélidos andinos fueron alterados de acuerdo a las necesidades del nuevo predador.
La actual Lama glama y la Vicugna pacos son el resultado de este proceso evolutivo; presentan abundante lana y un aumento de tamaño considerable, que no corresponde a las exigencias naturales no humanas de la región geográfica.

#### La base económica del Imperio Tahuantiunsuyo.
De todas las civilizaciones que dominaron los Andes, el Tahuantinsuyo nacería en el corazón de Perú, en el Cuzco, y finalmente terminaría por obtener una extensión desde los Pastos Colombianos hasta las Pampas Chilenas. Su configuración político económica fue muy compleja y se basó en la dominación de pequeños grupos que en su expansionismo sometieron paulatinamente. El control de los Andes les proporcionó el dominio total de los diversos climas que constituyeron la base de una agricultura vertical.
Este complejo sistema presentó exigencias ideológicas y materiales que se extendieron desde el ámbito ritual hasta el aspecto utilitario del transporte económico. Dichas necesidades fueron cubiertas por los camélidos que se convirtieron en poco tiempo en base elemental del imperio.
Cronistas españoles y americanos como Garcilaso de la Vega y Huamán Poma de Ayala registraron en sus escritos el funcionamiento del imperio y su relación con los camélidos Andinos que eran utilizados de acuerdo a sus características fisiológicas, como resistencia o finura de la lana de acuerdo a un complejo estado jerarquizado.
Murra menciona, que la lana por su parte era tejida para vestir al pueblo y como ofrenda ritual; la posición social de un individuo era evidenciada por la calidad del tejido que utilizaba. La Alpaca que tenía la lana más gruesa y difícil de tejer, era característica del sector más pobre de la población, que además se alimentaba de papa y solo en ocasiones rituales podía probar el maíz y vestir con lana de llama. El estamento más alto de la sociedad, los dirigentes y funcionarios se reservaban el derecho de utilizar la lana de vicuña, que además de presentar el pelaje más fino era escasa; las denominadas Acllas fueron mujeres seleccionadas para tejer exclusivamente esta lana que además de vestir a la élite era ofrendaba en las diferentes festividades religiosas, diversas prendas de cuero de vicuña eran quemadas en el centro de la plaza como ofrenda a Inti, dios supremo.
Las llamas por su parte eran reservadas principalmente para el transporte del comercio, pese a que no era muy eficaz, puesto que morían en los caminos y debían llevarse varios de estos animales extra, era el camélido más resistente. En tiempos del Inti Raimy se menciona en las crónicas que tanto la cosecha como las semillas nuevas eran rociadas con sangre de llama como acto ritual de agradecimiento a la Pachamama.
Finalmente el guanaco, por su característica salvaje, tuvo un papel marginal y no representó un estamento importante en el desarrollo del imperio. Era cazado ocasionalmente, pero esto no era usual.

#### Camelidae en el Imperio Español.
Las llamas eran ineficientes medios; esto impidió que pese a los complejos sistemas de caminos, estas pudieran soportar el peso de la Plata, el Oro y el Mercurio, por lo que fueron remplazadas por mulas y burros [cita requerida]. En cuanto al transporte personal, se implementaría el caballo principalmente.
La implementación de reformas comerciales para aumentar el dominio de España en América, redujo su capacidad de producción textil, la península ibérica era la única que podía comercializar vestidos en el interior del Nuevo Mundo desde el puerto de Cádiz. Esto hizo que la lana de Vicuña dejara de ser utilizada para vestir a las élites, ahora los paños finos eran hechos de lino [cita requerida]
Los españoles trajeron rebaños de ovejas al continente sudamericano, de manera que los ponchos que se tejían eran de esta lana, que además de ser más fácil de manipular, era más rentable y económica.
La proliferación de rebaños de ovejas y cabras entró en detrimento con los camélidos andinos [cita requerida] Los Camelidae perdieron entonces su papel protagónico en la sociedad y pese a que su supervivencia no está amenazada directamente fueron reducidos hasta nuestros días a un ámbito claramente marginal [cita requerida].

#### Los Camelidae actuales.
Actualmente los camélidos sudamericanos son considerados como una preocupación menor en los riesgos de extinción, sin embargo se reconoce que están sujetos a preservación, en especial las especies silvestres del Guanaco y la Vicuña, que siguen siendo cazados en algunas zonas del complejo Andino.
La alpaca y la llama se han extendido a un ámbito popular más diversificado, su presencia en las diversas plazas centrales de las capitales e inclusive como figura publicitaria así lo demuestran; en zonas del Perú y Chile, la llama sigue siendo utilizada ocasionalmente para el transporte y como fuente de alimento, la lana de la alpaca por su parte sigue constituyendo una materia prima de la producción textil, aun cuando sea un sector minoritario.